# Yadi'ab Ghailan II.
Yadi'ab Ghailan II. (hadramitisch ydʿʾb ġyln), Sohn des Ghailan war ein König des jemenitischen Reiches Hadramaut. Er regierte vielleicht im zweiten nachchristlichen Jahrhundert.
Yadi'ab Ghailan II. ist von drei Inschriften bekannt. Nach der ersten war er ein Verbündeter von ’Alhan Nahfan von Saba. Eine andere Inschrift berichtet, dass er die befestigte Siedlung dhu-Ghailam gegründet habe. Diese lag im Bereich des Reiches von Qataban, was andeutet, dass er nach dem Untergang dieses Reiches, also nach 160 n. Chr. regierte.